# Cissampelos capensis
Cissampelos capensis är en tvåhjärtbladig växtart som beskrevs av Carl Peter Thunberg. Cissampelos capensis ingår i släktet Cissampelos och familjen Menispermaceae. Inga underarter finns listade i Catalogue of Life.